# Bucyrus (Dakota del Norte)
Bucyrus es una ciudad ubicada en el condado de Adams en el estado estadounidense de Dakota del Norte. En el censo de 2010 tenía una población de 27 habitantes y una densidad poblacional de 29,7 personas por kilómetro cuadrado.

## Geografía
Bucyrus se encuentra ubicada en las coordenadas 46°3′53″N 102°47′18″O / 46.06472, -102.78833. Según la Oficina del Censo de los Estados Unidos, Bucyrus tiene una superficie total de 0.91 km², de la cual 0.91 km² corresponden a tierra firme y (0 %) 0 km² es agua.

## Demografía
Según el censo de 2010, había 27 personas residiendo en Bucyrus. La densidad de población era de 29,7 hab./km². De los 27 habitantes, Bucyrus estaba compuesto por el 100 % de blancos, el 0 % de negros, el 0 % de amerindios, el 0 % de asiáticos, el 0 % de isleños del Pacífico, el 0 % de otras razas y el 0 % de dos o más razas. Del total de la población, el 0% eran hispanos o latinos de cualquier raza.